# Dystrykt Barkhan
Dystrykt Barkhan (urdu: بارکھان) – dystrykt w południowo-zachodnim Pakistanie w prowincji Beludżystan. W 1998 roku liczył 103 545 mieszkańców (z czego 52,5% stanowili mężczyźni) i obejmował 14 625 gospodarstw domowych. Siedzibą administracyjną dystryktu jest Barkhan.